# ألبرتو مانزانو
ألبرتو مانزانو هو منافس ألعاب قوى كوبي، ولد في 22 سبتمبر 1972.

## وصلات خارجية
- ألبرتو مانزانو على موقع الاتحاد الدولي لألعاب القوى (الإنجليزية)